# 北勢四十八家
北勢四十八家（ほくせいしじゅうはちけ）は、伊勢国北部の北伊勢地域（特に三重県四日市市の周辺の北勢地域）に勢力をもった小規模の城主・豪族の集合体の呼称である。全部で53の家系があり、48家より5家多い。途中で戦国時代の乱世による城主の興亡での城主の入替や、同名の家柄の別家系があり、正確な北勢四十八家は不明である。北伊勢の室町時代から戦国時代の歴史研究で必ず語られるのが「北勢四十八家」の伝承である。「四十八家」の表現は「勢州軍記」で記述されて、以後の軍記物・地誌・市町村史に引き継がれた。四十八家は実数でなくて、相撲の技を指す「四十八手」と同様の用法で、北伊勢の国人・地侍を意味するものだった。
中世、戦国時代、安土桃山時代における伊勢国では北畠氏（中勢地方を支配）・神戸氏（鈴鹿郡が勢力圏）が戦国大名であった。北勢地域（伊勢国北部）では以下の北勢四十八家と呼ばれた豪族が統治していた。

## 歴史
- 織田信長の北伊勢侵攻が1568年（永禄11年）にあった。織田信長は四万人の大軍で岐阜城から進撃し、先陣の滝川一益の戦略と尽力により朝明郡の中野城（赤堀氏）、西村城、羽津城（田原氏）、茂福城（南部氏）、大矢知城（大矢知氏）、伊坂城（春日部氏）、市場城、疋田城、広永城、小向城（朝日町）、下野山城や、北勢四十八家の棟梁の千草城（菰野町）を攻略した。三重郡の後藤采女正の居城の内部地域の采女城（四日市市）を落城させた。有力な武将であった赤堀氏の赤堀近宗や楠氏の楠城も織田氏の軍門に下った。菰野藩領内周辺の千草氏（千種氏）や宇野部氏、四日市周辺の赤堀氏や鈴鹿内部地域の稲生氏に従う国侍たちが織田氏に服属して北勢四十八家は滅んだ。
- 戦国乱世の言い伝えを江戸時代の人が記録した『勢州軍記』には「勢州分領の事について。伊勢国は諸家が4つに分割していて守護する土地である。伊勢国の南部の5つ地域の五郡は北畠氏の領地なり。伊勢国の北部の8つの郡の八郡は工藤氏の一家や関氏の一党やその他北方諸侍の領地なり」と記述がある[3]。
- 南伊勢の北畠氏、安濃郡の長野氏、鈴鹿の関氏、北伊勢の北勢地域の諸侍の4勢力の分立であった[4]。
- 戦国時代の群雄割拠で伊勢国の諸家は4つの勢力に分かれた。
  - 1.南勢の五郡は国司である北畠具教が統治していた。
  - 2.長野氏・植藤氏を中心とする安濃郡地域は長野一族と安濃郡の雲林院に住む工藤一族が統治していた。
  - 3.鈴鹿郡の亀山市付近、河由郡の神戸地域などの地域を統治していた豪族は関一族であった。
  - 4.北勢の諸侍の一派の多数の城持ちの領主が統治していた。菰野地域を統治した三重郡千種城主の千種家が北勢地域の有力者である。千種家当主で南朝勢力の末裔である千種忠房が属する北勢四十八家であった。その他の領主は四日市と桑名員弁地域に多数の家系があった。古文書の内容で意味不明の歴史内容であるが、北勢地域は宇野部氏、後藤氏、赤堀氏、楠氏、稲生氏、南部氏、萱生氏（春日部氏）、持福氏（朝倉氏一族）など諸豪族が統治していると古文書の記述がある。俣木氏、富田氏（南部氏）、浜田氏一族（田原氏・赤堀氏）、阿下喜氏、白瀬氏、高松氏などが統治して、北伊勢地域に有数な諸家がたくさんあるである[5]。
- 国司と豪族が戦い、工藤氏と関氏が戦い、関氏と北勢の諸侍と対抗して、近江国の佐々木氏や六角氏・尾張国・美濃国の織田信長が北勢地域に進出した[6]。
- 長島一向一揆が願証寺を中心に一大動乱が発生する機運を作った。近江国の六角義賢は1541年（天文9年）に北勢攻略の軍を進めて、織田信長は1567年（永禄10年）に北勢諸城を攻略した。北勢四十八家が統治する北伊勢の領地をめぐり、近江の六角氏と尾張美濃の戦国大名の織田氏の争いとなった。北伊勢地域は安土桃山時代（天正期）に織田信雄の領地となった。織田家家臣の滝川一益は尾張国の蟹江城から桑名市付近に出兵して下深谷城主の近藤家教を1566年（永禄9年）に滅ぼす[7]。
- 伊勢侵入軍の先鋒として美濃国と伊勢国の国境の桑名市多度付近から員弁郡・桑名郡・朝明郡を攻略しようとした。織田氏の明智光秀と親しい僧勝恵の説得で員弁郡の上木九郎左衛門、朝明郡の木俣隠岐守及び茂福左衛門尉に降伏を勧告して応諾して、員弁郡の白瀬氏・三重郡の浜田氏・朝明郡の高松氏など織田家の軍門に下った。岐阜から濃尾（尾張国と美濃国）の兵数万人を率いて、桑名など所々に放火して敵を威嚇する戦術を織田軍がとった。猛威を恐れて降伏した木俣氏・茂福氏（茂福城主）・上木氏・白瀬氏・浜田氏（浜田城主）・高松氏（高松領主）など全員織田軍に参加して木俣隠岐守などが案内役になり諸塞の攻撃を助けた。員弁郡の梅戸氏、朝明郡の萱生氏（春日部氏）、南部氏など富田六郷付近の諸氏、三重郡の宇野部氏も望んで織田家の軍門に下った。織田信長は降伏した北勢四十八家の兵を前列に立てて三重郡楠城主の楠貞高を攻めて滅ぼした[8]。
- 北畠氏・長野氏・関氏の三つの伊勢国の勢力は室町時代末期に伊勢三家と呼ばれたいた。北畠家は多気の田丸、飯高の大河内と坂内を三大将の家臣の家系とした。木造、渡瀬、岩内、藤方などの北畠一族がいた。安濃の長野家は雲林院、細野、分部、家所、草生などの豪族を配下の武士としていた。関家は関一族の亀山、神戸氏の以外に北伊勢の羽津、赤堀、茂福、富田などの諸豪を支配していた。河芸、三重、朝明、桑名、員弁地域に80家余りの多数の土豪がいた。

## 軍記
江戸時代の伊勢国の軍記には以下がある。
- 勢州軍記
- 勢州四家記
- 北畠物語
- 勢州兵乱記
- 伊勢軍記
- 北伊勢諸氏録
- 神戸録
- 木造軍記[9]

江戸時代の伊勢国の地誌には以下がある。
- 1656年（明暦2年）成立の勢陽雑記
- 1763年（宝暦13年）の三石地志
- 1833年（天保4年）の勢陽五鈴遺響[10]

## 勢力図
- 『北方諸侍』は以下の家である。
  - 三重郡は（千草氏・赤堀氏・後藤氏・楠氏）が統治している。
  - 朝明郡は（南部氏・萱生氏・梅津氏・富田氏・浜田氏）が統治している。
  - 員弁郡は（上木氏・白瀬氏・高松氏）が統治している。
  - 桑名郡は（持福氏・木俣氏）が統治している。
- 足利氏の侍で北方諸家は北条氏と室町幕府から代々領地を賜った。
- 各地域の領主（室町幕府が北伊勢に配置した奉公衆）
- 桑名郡地域→自由都市「十楽の津」桑名衆が統治している。
- 員弁郡地域→梅戸氏が率いる「北方一揆」が統治している。
- 朝明郡地域→朝倉氏を中心とする朝倉氏・海老名氏・佐脇氏・疋田氏・富永氏・横瀬氏・南部氏の「十ヶ所人数」が統治している。朝明郡の奉公衆は十ヶ所人数として組織された。茂福御厨・柿散在・長井国方・弘永・露野・福永・徳光半分・宇津尾・太子堂が10ヶ所の意味である[11]。
- 鈴鹿郡の地域→平家の末裔の関氏が統治している。
- 安濃郡の地域・奄芸郡の地域→長野氏（鎌倉幕府の御家人だった工藤祐経の分流の家柄）が統治している。
- 一志郡以南の地域→北畠国司家（北畠親房の末裔）が統治している。

## 一覧表
1. 関氏（亀山城・鹿伏兎城、峯城、関城、国府城）
2. 長野氏（長野城）
3. 千種氏（千種城）
4. 赤堀氏（赤堀城・羽津城・中野城）
5. 楠氏（楠城）
6. 稲生氏（稲生城）
7. 矢田氏（走井城）
8. 田丸氏
9. 後藤氏（宇野部城・別所城・糖田城）
10. 沼木氏（柿城）
11. 大矢知氏（大矢知城）
12. 片岡氏（上深谷城）
13. 水谷氏（大鳥井城）
14. 栗田氏（縄生城）
15. 高井氏（小山城）
16. 小串氏（猪飼城）
17. 草薙氏（御衣野城）
18. 横瀬氏（広永城）
19. 江見氏
20. 毛利氏（桑部城）
21. 富永氏（長深城）
22. 保々氏（保々城）
23. 多湖氏（上笠田城・下笠田城）
24. 治田氏（治田城）
25. 片山氏（上木城）
26. 西野氏（野尻城）
27. 野村氏（島田城）
28. 浜田氏（浜田城）
29. 小阪氏（梅戸城）
30. 近藤氏（白瀬城・深谷部北狭間城）
31. 安藤氏（深谷部柳が島城）
32. 西松氏（柚井城）
33. 森氏（中江城）
34. 片岡氏（堺村城）
35. 南部氏（富田城）
36. 朝倉氏（茂福城）
37. 松岡氏（上井城・城井戸城・金井城）
38. 種村氏（大泉金井城）
39. 田原氏（羽津城・赤堀城）
40. 春日部氏（伊坂城・星川城・萱生城）
41. 伊藤氏（桑名城・長島城・松ヶ島城）

- これらの戦国時代の領主が統治していた[12]。

## 北勢四十八家一覧

### 三重郡
- 千種氏

千種城主。軍事兵力1000人。千種忠顕の末裔である。伊勢国岡村に築城する。
- 赤堀氏

赤堀城主及び朝明郡羽津城主の羽津氏や浜田城主の浜田武士と赤堀一族を構成していた。藤原秀郷の五男の藤原千常の11世の子孫の藤原忠綱の末裔。藤原忠綱の子の佐野小次郎の8世の子孫の佐野景綱が伊勢国司に仕えて赤堀城を築城した。伊勢国司北畠家の与力として、神戸具盛の子・神戸具之を養子に迎えた。もう1つの赤堀家は朝明郡中野城主。赤堀藤左衛門秀盛（中野藤太郎秀基）が当主。
- 楠氏

三重郡楠（くす、現在の三重県四日市市楠町）にあった楠（くす）城あるいは楠山（くすやま）城の城主だったのが楠氏である。伊勢国では国司の北畠氏と室町幕府の対立があり、多くの国人が離合集散や対立抗争を繰り返して北勢四十八家の支配体制が成立して、延文3年（1358年）に中世タイプの城の楠城が築かれた。楠城城主の家系は北畠氏の被官として、正平24年（1369年）10月から天正12年5月7日（1586年6月14日）まで200年以上続いた。
なお、楠城の「楠」氏はクス氏とクスノキ氏の二系統があり、どちらも楠という字を使う上に、クス氏初代の貞信が楠木正成の落胤という後世の伝説があり、両氏で養子縁組を結んでおり、さらに入れ替わりで楠城城主となったなど、非常に紛らわしい。最初に城主となったのが俗に楠（くす）氏と呼ばれる伊勢諏訪氏（後に伊勢中島氏）で、その後任で城主となったのが俗に楠（くすのき）氏と書かれる伊勢楠木氏だが、クス氏とクスノキ氏は全く別の氏族である。詳細はそれぞれ伊勢諏訪氏と伊勢楠木氏を参照のこと。
以下、楠城城主の一覧は、特に注記がない限り『楠町史』（新編ではない方の楠町史）に基づく。年月日は生没年ではなく、城主を務めた期間である。
- クス氏…伊勢諏訪氏（伊勢中島氏）：
  - 初代 諏訪貞信（俗に楠十郎。正平24年（1369年）10月 – 応永3年（1396年）2月24日）：伊勢諏訪氏初代当主。北畠顕能の重臣。配下は総勢300騎。
  - 第2代 諏訪貞益（後に中島貞益。応永3年（1396年）2月24日 – 応永6年（1399年））：第2代当主。貞信の子。応永の乱後、北朝に寝返って京都に出奔したため、城主を交代させられる。
  - 第3代 中島貞則（応永6年（1399年） – 応永19年（1412年）9月）：第3代当主。貞信の子で貞益の弟。兄同様京都に出奔したため、北畠満雅により除封。
- クスノキ氏…伊勢楠木氏（伊勢川俣氏）：
  - 第4代 楠木正威（応永19年（1412年）9月 - 嘉吉3年9月25日（1443年10月18日） ）：伊勢楠木氏初代当主である楠木正顯の三男。中島貞則の養子。禁闕の変で討死。
    - 城代 楠木正顯（応永19年（1412年）9月 –  応永31年（1424年）1月）：伊勢楠木氏初代当主。楠木正成の曾孫で正威の父。正威が幼少の間、城代を務めた。

  - 城代 楠木正重（後に川俣正重、刀工としては二代千子正重。嘉吉3年9月25日（1443年10月18日） – 文明18年（1486年）10月18日）：伊勢楠木氏第3代当主。正顯の長男である伊勢楠木氏2代当主楠木正重（初代千子正重）の長男。刀工村正の弟子。正威の家系が安定するまでの城代を命じられる。子で第4代当主である三代千子正重も城代になった時期があると言われる。
  - 第5代 川俣正充（文明18年（1486年）10月18日 – 天文2年（1532年）8月22日）：伊勢楠木氏第5代当主。正威の孫で、第4代当主三代千子正重の養子。正充以降、伊勢楠木氏当主の代数と楠城城主の代数が一致する。
  - 第6代 川俣正忠（後に楠木正忠。別名を楠木貞孝。天文2年（1532年）8月22日 – 元亀2年（1571年））：伊勢楠木氏第6代当主。正充の子。楠木正虎の活躍で楠木復姓の勅免を得る。織田信長の意向で死没前に隠居させられる。
  - 第7代 楠木正具（元亀2年（1571年） – 天正4年（1576年）5月7日）：伊勢楠木氏第7代当主。正忠の子。永禄12年（1569年）に伊勢を出て石山本願寺顕如配下となっており、本人が当主在任中に楠城にいた時期はない。天王寺の戦いで信長の軍と戦い討死。
  - 第8代 楠木盛信（天正4年（1576年）5月7日 – 天正12年5月7日（1584年6月14日））：伊勢楠木氏第8代当主。正具の孫で養子。小牧・長久手の戦い加賀野井城戦で討死。北勢四十八家楠氏は絶家。

- 疋田氏

埋縄城主。三河国を本貫とする。
- 田原氏

赤堀城主。田原家当主の田原肥前守は赤堀氏と同じ家系で、関氏の配下。
- 後藤氏

宇野部城主。後藤民部実重が当主。
- 浜田氏

浜田城主。浜田遠江守宗武が当主。
- 大矢知氏

大矢知城主。当主は大矢知遠江守。織田信長の伊勢平定後は柴田勝家の家臣となる。
- 江見氏

北畠国司の配下で、江見藤七郎が当主。

### 朝明郡
- 朝倉氏（茂福）

茂福城主。鎮守府将軍だった平惟茂の末裔の城鬼九郎の子孫。源平合戦（治承・寿永の乱）期の越後国の武士の城資永の子・城資光が伊勢国に移住して朝倉氏を名乗り茂福城を築城した。
- 南部氏

富田城主。源義光の子孫。富田城は仲原肥前守一族の城であったが、断絶した。南部頼武が信濃国から移住した。
- 春日部氏

萱生城主。伊勢平氏の富田家資の子孫。
- 海老名氏

下野山城主。相模国の高座郡海老名を本貫とする。
- 横瀬氏

広永城主。横瀬勝五郎が当主。
- 春日部氏

伊坂城主。春日部太郎左衛門が当主。
- 沼木家

柿城主。1557年（弘治3年）に小倉河内守の攻撃で滅亡した。
- 佐脇氏

柿城主。三河国の宝飯郡の佐脇を本貫とする。
- 栗田氏

縄生城主。伊勢氏綱の一族。栗田季重が当主。

### 桑名郡
- 伊藤氏

桑名郡桑名城主。伊藤武右衛門が当主。
- 矢田氏

矢田城主。毛利氏の家臣で山内氏を称していたが伊勢国司に仕えて、矢田に築城して矢田氏を称する。
- 片岡氏

上深谷城主。片岡掃部郎が当主。
- 水谷氏

大鳥井城主。水谷與三兵衛が当主。
- 高井氏

小山城主。高井民部少輔が当主。
- 小串氏

猪飼城主。当主の小串次郎右衛門常政は1577年（天正5年）に縄生城の戦いで戦死した。
- 草薙氏

御衣野城主。草薙出雲守が当主。
- 後藤氏

別所城主。後藤弥五郎が当主。もう1つの後藤家は桑名郡糠田城主。後藤太郎左衛門が当主。
- 松岡氏

東金井城主。松岡彦之進が当主。熊本県菊池村出身者の浄土真宗家系の福崎村松岡家の家紋は亀甲紋である。明治期から昭和時代の大日本帝国戦前期に北勢四十八家士族家系の松岡栄太郎が三重県議会で日永村政を担当する士族議員となり士族家系の士族有力者政治家となった。
- 小阪氏

梅戸城主。小阪源九郎政吉が当主。
- 伊藤氏

松が島城主。工藤氏を称していた。伊藤四郎重晴が当主。
- 渡辺氏

東方城主。渡辺掃部郎が当主。
- 矢田氏

走井城主。矢田市郎右衛門尉が当主。
- 森氏

中江城主。
- 安藤氏

深谷部柳が島城主。安藤左京進が当主。
- 片岡氏

堺村城主。片岡掃部郎が当主。
- 西松氏

柚井村城主。西松要人が当主。
- 近藤氏（深谷部）

北狭間城主。藤原鎌足の末裔である。

### 員弁郡
- 春日部氏

星川城主。春日部若狭守が当主。
- 毛利氏

桑部城主。毛利次郎左衛門が当主。桑部城は、大儀須若狭守が城主であるという説、城主が二人（毛利氏と大儀須氏）いた説がある。桑部城は、織田信長が北伊勢に攻めてきた際、家臣が「地元特産のタケノコの皮を石垣などそこら中に敷いておけば、滑ってしまい、上まで来れない」といったことで、城内防衛の軍事作戦で敷いておいたが、信長軍に火を付けられ、激しく燃え落ちた。現在は跡地のみ。
- 富永氏

員弁郡長深城主。富永筑後守が当主。三河国の設楽郡の富永保を本貫とする。
- 朝倉氏（保々）

保々西城主。当主は朝倉備前守（『伊勢軍記』）。茂福朝倉氏の同族と伝承される（『桑名志』）。
- 多湖氏

下笠田城主。当主は多湖大蔵助（『伊勢軍記』）。本姓は橘氏とされる。
建武年中に南朝に忠節を尽くして員弁郡笠田郷の領主となり（『三国地誌』）、当時の当主は多湖大蔵太夫、元中年間の当主は多湖刑部左衛門尉と伝えられる（『伊勢名勝志』）。大井田・高柳・御園・楚原・美鹿等7カ村を領し（『桑名志』）、御園に渡辺氏を置いたとされる（『員弁町史』）。
確かな史料では田能村氏や萱生氏等と共に北方一揆の構成員として「多胡民部丞実久」の名が見える。永禄年間に滝川一益に攻められ当主・多湖大蔵助実元は織田氏に降り、その後実元は豊臣秀吉に従い天正18年（1590年）4月7日に小田原征伐で戦死した。享年41。法名は永享院感応元融大居士。多湖一族の墓が集まる下笠田北墓地に天保5年（1834年）に建立された墓が現存する。
直系は近世に下笠田村の庄屋となり、近代には山梨県知事を務めた多湖實夫を輩出している。平成13年（2001年）まで城跡に本家の邸宅があったがその後本家は移転し、現在はその名残を伝える石碑が建てられている。現在多湖實之が当主とされる。
なお、家伝では下記の通り。
上笠田城・下笠田城の2城を保有。笠田村、隣村7ケ村を北畠顕家より可領されて1338年（暦応元年）に多湖大蔵助が当主となった。敏達天皇が大太祖で、楠左近太夫正弦が太祖、楠多門兵衛尉中将正成（大楠公）が祖である。大楠公のひ孫時代に多湖に改名して多湖刑武太夫正吉と多湖大内蔵太夫正家が石山合戦にて討死した。
- 治田氏

治田城主。当主は治田山城守（『伊勢軍記』）。文明年中に滅んだと伝わる中山城主・治田与七郎は同族とみられる。
近世の所伝によれば本姓は美濃部氏であり、菅原道真の後裔を称し近江国甲賀郡の城主である美濃部一学の子孫・美濃部九郎右衛門尉が員弁郡治田郷へ移り代々領主となり、治田山城守はその十三世にあたるとされる。
文明元年（1469年）に「治田山城豊前入道高明」の名がみえる（『氏経卿引付』）のが確かな史料における初見で、文明17年（1485年）には「治田源左衛門尉秀盛」が伊勢国司・北畠氏の被官として見え、内宮長官・荒木田氏経に北畠氏の命を伝達してその礼状を受けている。『長享番帳』には二番衆に「治田三郎左衛門尉」の名前が見え、奉公衆の立場にあったことが確認出来る。天文9年（1540）には田能村（種村）氏と共に阿下喜城主・片山氏を攻めて合戦に及び、天文13年（1544年）10月に連歌師・宗牧が伊勢国へ下向した際には「治田松雲軒」や「治田六郎左衛門尉」が宗牧を招いて興行を行なっている（『東国紀行』）。
治田五兵衛尉は白瀬城主・近藤吉綱と敵対し、その嫡子・山城守が永禄4年（1561年）4月25日に白瀬城を夜襲して吉綱を討ち取り、白瀬近藤氏を滅ぼしたとされる（『北伊勢軍記』）。山城守の父は出家して法善と号したといい（『美濃部家譜』）、治田地区には法善が居住した地として「法善垣内」という小字が伝わる。
永禄10年（1568年）から翌年にかけての織田信長の伊勢侵攻の際、阿下喜城主・片山氏や西野尻城主・西野氏と共に抗戦した（『北伊勢軍記』）が、滝川一益によって滅ぼされたとされる。当主の山城守は紀州根来寺へ逃れたとする伝承があり（「赤坂山観音寺縁起」）、天正3年（1575年）に長島城主の滝川一益に呼び出され、「田能村殿、大木殿、梅戸殿、千草殿」と共に「治田殿」が誅殺されたという所伝もある（『大安町史』）。山城守の子・九郎右衛門尉は天正年間に羽柴秀吉に属して桑名郡南郷で戦死したが、その子孫は備前岡山にあるとされ（『桑名志』）、池田輝政に仕えたものと推定されている。
治田氏を称した美濃部一族は近世に治田郷の庄屋となり、久間木・駒井・広瀬の支系を出した。美濃部家の本家は近代に治田地区を離れ、その支系が存続している。
- 片山氏

阿下喜城主。当主は片山主頭（『伊勢軍記』）。『勢州軍記』や『勢州兵乱記』には「上木」として見える。『三国地誌』には東禅寺城主・片山平三の名がみえる。
千葉氏の末裔にあたり、半月に七曜を家紋とした（『阿下喜根元記』）。「丹波片山文書」所載の片山氏系図に片山康光（中務丞）の長男・秀康の傍注に阿下喜二郎兵衛尉とあることから、秀康が阿下喜御厨地頭となってその子孫が当地の国人として存続したのではないかと考察されている。
確かな史料では文明17年（1485年）に「片山平三」が志礼石御厨を押領したことが確認でき、室町幕府の奉公衆の二番衆として「片山平三」が見える（『長享番帳』）。また、天文9年（1540年）3月に田能村（種村）氏・治田氏から攻められ合戦となり、在国・在京の二番衆が片山氏に合力して幕府や六角氏に働きかけて事件の処理を図っている。
片山大和守信保の代には田切10カ村余り（現在の阿下喜地区から十社地区の一帯）を支配し、諏訪明神を信仰して領内に分祀した（『阿下喜根元記』）。信保は見性寺の開基となり、弘治2年（1556年）3月1日に死去した。法名は見性院殿儀嶽常範大居士。その妻である恵明院殿は永禄5年（1562年）に死去している（『桑名志』）。
信保の長男・平三は病死し、次男・範者が家督を継承したが永禄10年（1568年）2月に織田信長の伊勢侵攻の際に滝川一益に攻められ降伏するが、織田勢の狼藉に耐えかねて再挙して討死。阿下喜城は落城した。享年19（『阿下喜根元記』）。異説では範者は逃げのび、美濃加賀野井で戦死したともいわれる。城跡近くに範者の首塚と伝えられるものが存在する。
三男・五兵衛は阿下喜五兵衛を称し、『織田信雄分限帳』に饗庭郷四百貫文を与えられていることから織田氏に降伏したものと見られ、その後は池田輝政に仕えたとされる（『阿下喜根元記』）。末子・四郎左衛門尉は阿下喜城落城すると南福崎村（現在の三重郡川越町南福崎）に逃れ、病身ながら手習いを教えて同地で亡くなり（『阿下喜根元記』）が、その子孫は近世に南福崎村の庄屋に取り立てられた。また、落城の際に一族が東貝野（北勢町十社地区）に逃れたと伝承され、現在も同地に片山家が存在する。
片山家の菩提寺である見性寺は落城の際の兵火で焼失したが万治年間に再興（「見性寺寺伝」）し、現在も片山氏の墓が数基現存している。
- 西野氏

西野尻城主。当主は西野左馬助（『伊勢軍記』）。
永享年間に北畠教具に仕えた西野左馬允が西野殿と称して三代にわたって近郷を領し、永禄12年（1569年）に織田氏に降り、天正11年（1583年）に羽柴秀吉によって滅ぼされた（『伊勢名勝志』）。
- 嶋田氏

嶋田城主。当主は嶋田兵庫助（『伊勢軍記』）。
兵庫助は峯家の与力として仕えたが、永禄年間の織田信長の伊勢信仰の際に降伏し、河曲郡玉垣村へ引っ越し、神戸城主・織田信孝に従い、入道して了喜と号した。子の久恒（三左衛門尉）は父同様に織田信孝に従い入道して道祐と号し、久恒の弟・久好（十郎左衛門尉）は知行五百石で信孝に仕え四国攻めに供奉した。久恒の長男・政恒（又四郎）は天正12年（1584年）に濃州加賀野井城で戦死し、その弟とみられる久政（三郎左衛門尉）の系統が河曲郡玉垣村無足人として明治維新まで存続している（「嶋田十兵衛由緒書」）。
また、兵庫助の子に嶋田弥兵衛という人があり、牢人していたところを天正5年（1575年）に高宮正才・近藤新右衛門・伊藤弥次右衛門によって阿下喜村の庄屋に迎えられ、娘が正才と新右衛門の妻になったと伝えられる（『阿下喜根元記』）。
- 近藤氏（白瀬）

白瀬城主。当主は近藤弾正左衛門尉吉綱（『北伊勢軍記』）。古田城主・近藤治部義晃は同族。『勢州軍記』には「白瀬」として見える。
藤原秀郷の後裔で近藤久頼の子孫とされる（『阿下喜根元記』羽場本）。建武2年（1335年）に足利氏に仕えた近藤弾正左衛門尉光義が白瀬城を築城したと伝えられ、弟の近藤三郎兵衛尉義孝が古田城を築城して分領し、義晃は義孝から八代目にあたる（『立田郷土誌』）。『伊勢名勝志』にも里伝として同様の内容が確認出来る。
天文13年（1544年）10月に連歌師・宗牧が伊勢国へ下向した際に白瀬から「飛那井弾正」が宗牧を坂口（現在の藤原町坂本か）まで出迎えている（『東国紀行』）が、この飛那井弾正は『北伊勢軍記』に見える吉綱と同一人物視されており、日内を本貫地としたのではないかと考えられている。
吉綱の代には白瀬七郷を領して治田氏と敵対していたが、永禄4年（1561年）4月25日に治田山城守の軍の夜襲を受けて吉綱は討死し、白瀬城は落城（『北伊勢軍記』）。最期については家老の羽場惣右衛門尉と刺し違えて自害したとも伝えられる。法名は釋覚道居士。古田城主・義晃もこの合戦で討死し、古田城も落城したとみられている。治田氏との合戦の後、近藤一族は近隣に離散したと伝承される。
吉綱の子・勘解由左衛門尉は京都の泉涌寺に落ち延び、その後桑名郡深谷村字奥條にある泉涌寺の末寺・阿弥陀寺を頼って同地に居住し、江間家より養子を迎えて子孫は江間氏を称した。また、生き残った近藤清左衛門尉（近藤家系図によれば吉綱の弟）の子孫は日内村に留まり、近世に桑名藩から召し出されている（『北伊勢軍記細則』）。清左衛門尉の子孫は後に員弁郡本郷村の庄屋を務めた。
明治34年（1901年）、白瀬城跡に本郷の近藤一族によって吉綱の墓碑が建立された。白瀬近藤氏の菩提寺である長尾山福林寺は白瀬城落城の際に灰燼に帰したが、その後再興され寺号を東泉寺と改めている。
- 種村氏

大泉金井城主。当主の種村弾正左衛門尉は長島で戦死。

## 北方一揆
- 南北朝時代に成長した中小の在地領主が主体となった一揆。室町幕府の畿内近国の幕府の本拠地の周辺の国々の中小領主である一般御家人を一揆として組織した奉公衆。
- 梅戸氏 - 北方一揆の有力者。員弁郡内の有力者。文明年間以降は幕府との繋がりを深めた。近江国の京極政経の重臣の多賀経家が合戦に敗れて、梅戸氏を頼って逃亡してきた。美濃国の抗争に絡んで守護への出兵を要請された。15世紀には北伊勢を代表する有力国人として近隣諸国の政争にも関与する存在となっていた。天文年間には六角定頼の弟・高実が養子となる。六角氏の北伊勢進出の先兵として、梅戸氏は南近江の六角氏と結ぶことにより北伊勢での勢力保持・拡大を図ったものである。六角・梅戸連合に対立したのが安濃郡を本拠とし、北方への進出を図る長野氏であった。戦国時代に「十楽の津」といわれた桑名の覇権を巡って争う。1541年（天文9年）六角義賢が北伊勢出兵を行わい、六角・梅戸連合が覇権を握り北勢地域を覇権を支配した。
- 大木氏 - 北方一揆の中心的存在であった。六角氏の被官として活動した。
- 田能村氏 - 北方一揆の一員。六角氏の被官となり朝明郡のリーダーとなる。
- 大矢知氏 - 守護被官の一人。小守護代。城址は、四日市市大矢知町字大城にあった。現在は配水場となり消滅した。
- 長松氏 - 守護被官の一人。朝明郡長松が本拠の在地領主。長松御厨を統治していた。城址は、朝明郡別名。
- 後藤氏 - 1480年（文明12年）後藤を支援する長野氏と北伊勢の国人対北畠連合軍が戦い、北畠勢が敗北した。16世紀に六角氏が北伊勢に進出すると被官となり活動した。
- 多湖氏 - 北方一揆の一員。城址は上笠田城・下笠田城。
- 片山氏 - 北方一揆の一員。城址は上木城。
- 小串氏 - 北方一揆の一員。城址は猪飼城。　織田信長と一向宗長島一向一揆の願証寺との戦いで一向宗側についた。
- 深矢部氏 - 北方一揆の一員。城址は山の城。
- 治田氏 - 北方一揆の一員。城址は治田城。　楠氏の一族とも云われる。楠氏と共に滅亡した。
- 楠氏 - 幕府奉公衆の一人。城址は楠城。織田信長の第一次北勢征伐で北勢地域で唯一抵抗して滅亡。
- 千草氏 - 幕府奉公衆の一人。城址は千種城。
- 浜田氏 - 室町幕府の奉公衆の一人。城址は浜田城。赤堀氏の一族。赤堀氏の本貫は、上野国赤堀郷（現群馬県伊勢崎市）。1411年（応永18年）守護被官となり沙汰付に任命された。所領は、鈴鹿郡・員弁郡・三重郡の北勢地域の広範囲に及んだ。正長の乱で北畠氏側に付き室町幕府軍、長野氏と戦ったが降伏。所領の一部を没収された。1469年（文明元年）赤堀兵庫助、浜田親綱、羽津元秀の名前が古文書に現れて赤堀家、浜田家、羽津家の三家が成立した。

## 城一覧
四日市地域
- 富田城（東富田字花の木）
- 蒔田氏の蒔田地区立地の蒔田城 (伊勢国)（西富田町蒔田）
- 萱生城（萱生町（現在の暁学園）字城山）
- 広永城（広永町字内の坪）
- 中野城（中野町字北条）
- 保々西城（西村町字城下）
- 阿倉川城（阿倉川字城の腰）
- 浜田城（浜田町堀の田）
- 中河原城（中川原字西条）
- 平尾城（平尾町新貝）
- 出城山城（知積町一生吹山字御城新田）
- 小古曾城（小古曾町）
- 山田城（山田町字吉ヵ原）
- 城の山城（水沢町東条）
- 茂福城（茂福字里の内）
- 大矢知城（大矢知町字城ノ山）
- 伊坂城（伊坂町字古屋敷）
- 下野山城（山城町字源治山）
- 市場城（市場町字的場）
- 羽津城（羽津町字城山）
- 西坂部城（西坂部町城の谷）
- 赤堀城（赤堀字城西、城東）
- 曾井城（曾井町字東垣内）
- 佐倉城（桜町字城丸）
- 川尻城（川尻町字古城）
- 采女城（采女町字北山）
- 小山田城
- 楠城（楠町本郷字風呂）

桑名地域
- 東城（伊藤氏）
- 西城（樋口氏）
- 三崎城（矢部氏）
- 江ノ口城・江ノ奥城（太田氏）
- 中江福島城（森城）
- 江場城（佐藤氏）
- 高塚城・深谷今島城（柴田氏）
- 安永城（森氏）
- 小向城（飯田氏）
- 柿城（沢木氏）

## 桑名の三崎の地侍
- 三崎の地侍は桑名の城下町に居住していた武士の家系である。
- 味岡家（川口・家名鶴屋）の祖先は平内氏である。春日勧請の3人内の1人。宿場町で鶴屋を名乗る。
- 下里家（江戸町）は田尻太郎の末裔。
- 佐々部家（今一色）は天武天皇の子孫。
- 矢田家（福江町）の家祖は山内氏。
- 太田家（船馬町）は源頼政の子孫。
- 太田家（本町・肥前屋）の家祖は佐藤継信の支族。
- 伊藤家（本町）は藤原氏で員弁郡金綱の城主。
- 丹羽家は伝馬町の家である。
- 内山一党（鍛冶町）蓮花寺村出身。
- 水谷家（宮通）は清和源氏であり、平賀氏の7代目の子孫。
- 贄家（三崎）代々の豪家[22]。

## 21世紀の北勢四十八家の苗字
- 北勢四十八家と同じ苗字は武士家系から影響された農民一族の養子方式で家系が繁栄した。北勢四十八家由来の家系の一族は明治以降の近代でも北勢地域で名門の家柄である。北勢四十八家の三大一族（伊藤家・水谷家・松岡家）は農家家系と武士家系と名門実業家の家系が統合した連合一族である。伊藤家（桑名伊藤家・富田伊藤家）は三重県で一番多い苗字である。伊藤家は北勢地域で最大勢力の一族であり、三重県で多い苗字である。三重県独特の三重県のみで多い苗字の水谷家（桑名水谷家・員弁水谷家・高松水谷家）は桑名・員弁の北勢地域に多数いる一族である。伊藤家・水谷家・松岡家（桑名松岡家・福崎松岡家・菰野竹成松岡家）・矢田家（小山田矢田家・菰野矢田家）・森家（羽津森家・水沢森家）・近藤家（員弁近藤家）・種村家（いなべ市藤原町の多い苗字）は一族が多くて家系が繁栄している。大矢知氏と南部氏は清和源氏の血筋を残しているという説と桓武平氏の血筋を残しているという説がある。赤堀氏の一族の子孫はわずかに家系が存続している。春日部氏は四日市市の八郷地区の平津駅付近の一帯に一族が存続して、毛利氏は桑名藩の武士家柄として家系が存続して、片山氏は川越村の農村の百姓(南福崎の庄屋の家柄）として家系が存続している。

## 関連文献
- 水谷憲二「北伊勢地域の戦国史研究に関する一試論（一）　近世に記著された軍記・地誌の活用と展望」『佛教大学大学院紀要文学研究科篇』第40号、2012年。 NAID 110008920914。